# Bombus biroi
Bombus biroi là một loài Hymenoptera trong họ Apidae. Loài này được Vogt mô tả khoa học năm 1911.